# Ilona Slupianek
Ilona Slupianek, née Schoknecht le 24 septembre 1956 à Demmin (Mecklembourg-Poméranie-Occidentale) et mariée Briesenick, est une athlète est-allemande, spécialiste du lancer du poids. Elle a été championne olympique aux Jeux olympiques de Moscou. Elle a aussi été sacrée deux fois championnes d'Europe (en 1978 et 1982) et a établi deux records du monde en 1980. Le second (22.45 m) est aujourd'hui encore le record d'Allemagne.
Avec le nom d'Ilona Slupianek est aussi bien lié un record d'Allemagne du lancer du poids et le premier cas de dopage officiel du sport est-allemand.

## Biographie
Ilona Schoknecht a commencé à jouer au handball à Potsdam en 1969 puis commença l'athlétisme en 1970. En 1973, elle devenait championne d'Europe junior du lancer du poids, en réalisant un nouveau record du monde junior avec 17,03 m. Elle obtenait encore une médaille d'argent au lancer du disque. En 1976, elle se classait cinquième du lancer du poids aux Jeux olympiques de Montréal.

### Premier cas officiel de dopage est-allemand
En 1977, elle remportait les concours du lancer du poids de la coupe d'Europe des nations à Helsinki et de la coupe du monde des nations à Düsseldorf. En octobre, elle était convaincue de dopage par l'Association européenne d'athlétisme (EAA). La Fédération est-allemande d'athlétisme mit en doute les résultats des analyses et évoqua une manipulation avant d'accepter la sanction, une suspension d'un an qui permit à Slupianek d'être qualifiée à temps pour les championnats d'Europe de 1978 à Prague et d'y remporter le titre.

### Records et titre olympique
Ses performances s'amélioraient à l'approche des Jeux olympiques d'été de 1980, en mai cette année-là, elle améliorait par deux fois le record du monde avec des lancers à 22,36 m puis 22,45 m. À Moscou, elle devenait championne olympique avec 22,41 m. Deux ans plus tard, elle défendait avec succès son titre européen.
Elle ne participa pas aux Jeux olympiques de 1984 à Los Angeles à la suite du boycott des pays de l'Est mais remportait le titre aux Jeux de l'Amitié. La même année, elle se retira de la compétition et se maria avec le lanceur de poids Hartmut Briesenick avec lequel elle eut une fille. Elle tenta un comeback en 1987 mais ne réussit pas à se qualifier pour les Jeux olympiques de Séoul, terminant quatrième des sélections est-allemandes.
De 1976 à 1986, elle a été élue à la chambre du peuple pour la FDJ.
Ilona Slupianek s'entraînait au SC Dynamo Berlin et avait en compétition un poids de forme de 95 kg pour 1,80 m.

## Palmarès

### Jeux olympiques
- Jeux olympiques d'été de 1976 à Montréal ( Canada)
  - 5e au lancer du poids
- Jeux olympiques d'été de 1980 à Moscou ( Union soviétique)
  -  Médaille d'or au lancer du poids
- Jeux olympiques d'été de 1984 à Los Angeles ( États-Unis)
  - Absente à la suite du boycott des pays de l'Est

### Championnats du monde d'athlétisme
- Championnats du monde d'athlétisme de 1983 à Helsinki ( Finlande)
  -  Médaille de bronze au lancer du poids

### Championnats d'Europe d'athlétisme
- Championnats d'Europe d'athlétisme de 1978 à Prague ( Tchécoslovaquie)
  -  Médaille d'or au lancer du poids
- Championnats d'Europe d'athlétisme de 1982 à Athènes ( Grèce)
  -  Médaille d'or au lancer du poids

### Coupe du monde des nations d'athlétisme
- Coupe du monde des nations d'athlétisme de 1977 à Düsseldorf ( Allemagne de l'Ouest)
  - 2e au classement général avec l'Allemagne de l'Est
  - disqualifiée pour dopage au lancer du poids
- Coupe du monde des nations d'athlétisme de 1979 à Montréal ( Canada)
  - 1e au classement général avec l'Allemagne de l'Est
  - 1e au lancer du poids
- Coupe du monde des nations d'athlétisme de 1981 à Rome ( Italie)
  - 1e au classement général avec l'Allemagne de l'Est
  - 1e au lancer du poids

### Championnats du monde d'athlétisme en salle
- Championnats du monde d'athlétisme en salle de 1987 à Indianapolis ( États-Unis)
  -  Médaille d'argent au lancer du poids

#### Championnats d'Europe d'athlétisme en salle
- Championnats d'Europe d'athlétisme en salle de 1976 à Munich ( Allemagne de l'Ouest)
  -  Médaille de bronze au lancer du poids
- Championnats d'Europe d'athlétisme en salle de 1977 à Saint-Sébastien ( Espagne)
  -  Médaille d'argent au lancer du poids
- Championnats d'Europe d'athlétisme en salle de 1979 à Vienne ( Autriche)
  -  Médaille d'or au lancer du poids
- Championnats d'Europe d'athlétisme en salle de 1981 à Grenoble ( France)
  -  Médaille d'or au lancer du poids

### Junior

#### Championnats d'Europe junior d'athlétisme
- Championnats d'Europe Junior d'athlétisme de 1973 à Duisbourg ( Allemagne de l'Ouest)
  -  Médaille d'or au lancer du poids
  -  Médaille d'argent au lancer du disque

### Meilleures performances
- lancer du poids : 22,45 m en 1980 à Potsdam

### Records
- record du monde du lancer du poids avec 22,36 m, réalisé le 2 mai 1980 à Celje (amélioration du record détenu depuis le 20 août 1977 par Helena Fibingerova)
- record du monde du lancer du poids avec 22,45 m, réalisé le 11 mai 1980 à Potsdam (amélioration de son précédent record, sera battu le 27 mai 1984 par Natalya Lisovskaya)

## Sources
- Volker Kluge, Das große Lexikon der DDR-Sportler, Schwarzkopf & Schwarzkopf, Berlin, 2000  (ISBN 3-89602-348-9)

- (de) Cet article est partiellement ou en totalité issu de l’article de Wikipédia en allemand intitulé « Ilona_Slupianek » (voir la liste des auteurs).